# Multilinguismo

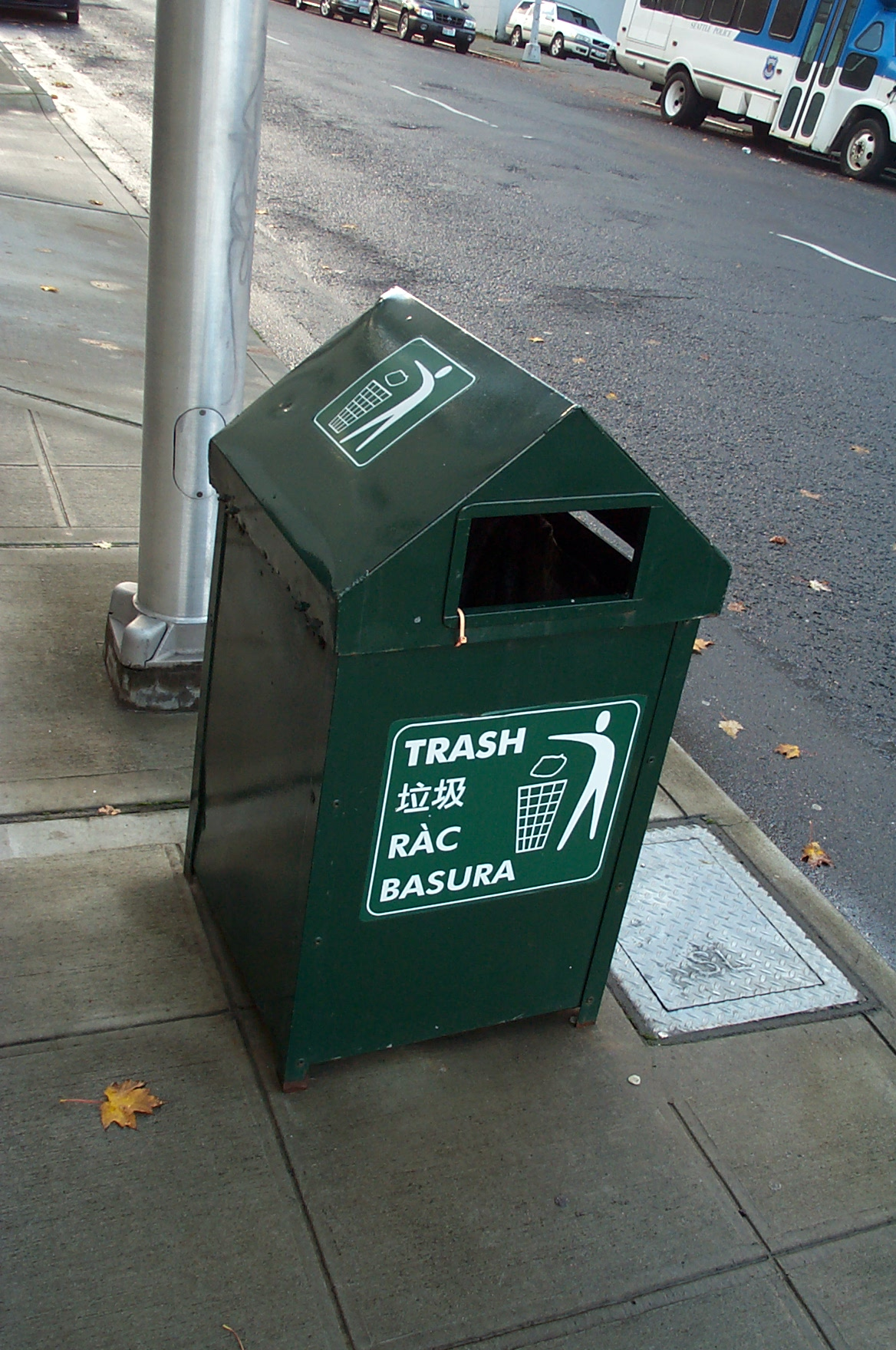
Uma lata de lixo em Seattle, Estados Unidos, rotulada em quatro idiomas: inglês, chinês, vietnamita e espanhol

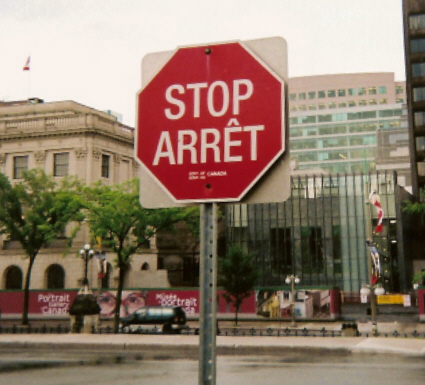
Placa em inglês e francês no Canadá, país oficialmente bilíngue

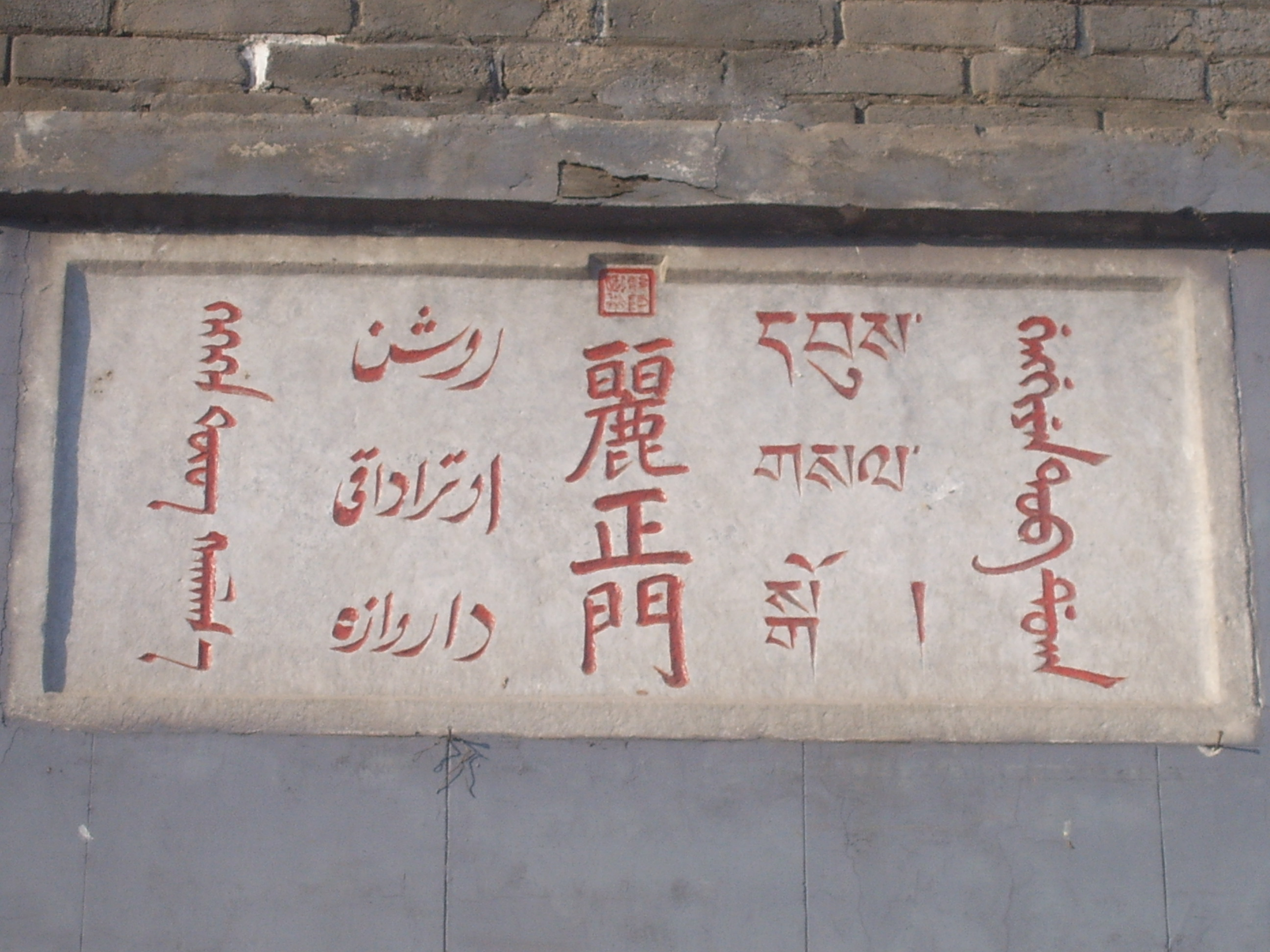
Placa nas línguas mongol, chagatai, chinês, tibetano e manchu em Chengde, na China

Multilinguismo é o conhecimento de mais de uma língua. Pessoas multilíngues superam numericamente os falantes monolíngues na população do mundo. O multilinguismo está se tornando um fenômeno social regido pelas necessidades da globalização e da abertura cultural. A facilidade de acesso à informação através da Internet, a exposição das pessoas a múltiplas línguas é cada vez mais frequente, levando a aprender diferentes línguas. Indivíduos que falam mais de duas línguas são chamadas de poliglotas.

## Definição
Numa extremidade duma espécie de continuum linguístico pode-se definir o multilinguismo como competência completa e domínio de mais de uma língua.

## Bilinguismo
O termo bilinguismo, aplicado ao indivíduo, significa a capacidade de expressar-se em duas línguas. Numa comunidade, é a situação em que os falantes usam duas ou mais línguas alternadamente. Segundo a ONU, há 191 países independentes, e que o mundo tem hoje algo entre três e dez mil línguas (dependendo do conceito adotado), sendo mais da metade da população mundial é bilíngue ou multilíngue. Estudos recentes comprovaram que crianças expostas desde cedo a dois ou mais idiomas desenvolvem maior velocidade de raciocínio e conseguem aprender mais rápido.
O bilinguismo pode ocorrer em diversas situações, como:
- uma segunda língua aprendida na escola;[7]
- emigrantes que falam a língua do país hospedeiro;
- em países com mais de uma língua nacional, regional ou minoritária historicamente estabelecida (como o talian e hunsriqueano rio-grandense no Rio Grande do Sul);
- residir em regiões fronteiriças onde duas ou mais línguas mantêm contato contínuo (p.ex. espanhol e português nas fronteiras entre o Brasil e os países hispanófonos);
- crianças com pais de diferentes nacionalidades;[8][6]
- pessoas surdas que, além da língua de sinais, utilizam alguma língua oral, na tentativa de se comunicar com a comunidade ouvinte (observando-se que o bilinguismo dos surdos é um caso especial).

## Plurilinguismo
O plurilinguismo se configura como um aspecto individual. Trata-se de sujeitos que conhecem e usam mais de uma língua nas suas práticas cotidianas, ainda que vivam em uma sociedade monolíngue. Grupos sociais específicos podem ser multilíngues, mas com um plurilinguismo restrito, ou seja, nem todos que participam do grupo precisam necessariamente saber mais de uma língua.

## Em indivíduos
Uma pessoa multilíngue é alguém que consegue se comunicar em mais de uma língua. Uma pessoa multilíngue é normalmente denominada poliglota.

### Habilidade cognitiva
Pessoas que sabem mais de uma língua foram reportadas como sendo mais adeptas da aprendizagem de línguas do que as monolíngues. Os multilíngues altamente proficientes em duas ou mais línguas foram reportados como tendo uma função executiva melhorada ou mesmo com risco reduzido de demência. Mais recentemente, no entanto, esta afirmação tem sido alvo de fortes críticas, com repetidas falhas na replicação.